# Lijst van gasten in Ik hou van Holland
Dit is de lijst van gasten die deelnamen aan het televisieprogramma Ik hou van Holland. In dit programma strijden twee teams om de winst in Hollandse spelletjes. Het programma telt tot nu toe achttien seizoenen. Alle seizoenen zijn gepresenteerd door Linda de Mol behalve seizoen 17. Dat werd gepresenteerd door Rob Kemps. Jeroen van Koningsbrugge is in elk seizoen teamcaptain geweest van het rood-wit-blauwe team. Het oranje team werd geleid door Beau van Erven Dorens (seizoen 1-3), Peter Heerschop (seizoen 4-6), Guus Meeuwis (seizoen 7-15), Leo Alkemade (seizoen 16-17) en Richard Groenendijk (seizoen 18-heden). In sommige specials was Irene Moors teamcaptain van het oranje team.
Er zijn al veel bekende Nederlanders te gast geweest in Ik hou van Holland. Daarvan zijn Jeroen van der Boom, Nicolette van Dam, Kees Tol, Gerard Ekdom, Johnny de Mol, Patty Brard maar liefst vijf keer te gast geweest. Verder zijn Caroline Tensen, Winston Gerschtanowitz, Elise Schaap, Wendy van Dijk, Kim-Lian van der Meij, Quinty Trustfull, Rick Brandsteder, Albert Verlinde, Irene Moors, Berget Lewis, René Froger, Jamai Loman, Jim Bakkum, Thomas Berge, Fred van Leer, Bridget Maasland, Patrick Martens, Vivian Slingerland, Jan Versteegh, Heleen van Royen, Hans Klok, Viktor Brand en Anita Witzier vier keer te zien geweest. De eerste keer in seizoen 1 deed Irene mee als kandidaat. De tweede, derde en vierde keer was Irene teamcaptain van respectievelijk de eerste aflevering van seizoen 4 (stond in het teken van 20 jaar RTL), de speciale Koninginnedaguitzending uit seizoen 5 en de aflevering op oudejaarsavond 2010. De volgende 29 BN'ers zijn drie keer kandidaat geweest: Angela Groothuizen, Tjebbo Gerritsma, Frans Bauer, Edsilia Rombley, Froukje de Both, Jan Kooijman, Yes-R, Jan Smit, Peter van der Vorst, Sandra Schuurhof, Monique Smit, Loretta Schrijver, Lange Frans, Nicolette Kluijver, Daphne Deckers, Nick Schilder, Simon Keizer, Danny de Munk, Marit van Bohemen, Dennis Weening, Najib Amhali, Anita Meyer, Richard Groenendijk, Georgina Verbaan, Dennis van der Geest, Karin Bloemen, Roy Donders, Tooske Ragas, Lies Visschedijk, Jaap Reesema en Kim Kötter. Vanaf seizoen 16 zijn er in plaats van drie gasten per team, maar twee gasten per team.

## Seizoen 1
| Nr. | Datum         | Team        | BN'er 1                | BN'er 2                | BN'er 3            |
| --- | ------------- | ----------- | ---------------------- | ---------------------- | ------------------ |
| 1   | 8 maart 2008  | Team Jeroen | Kim-Lian van der Meij  | Winston Gerschtanowitz | Wilfred Genee      |
|     |               | Team Beau   | Vivienne van den Assem | Richard Witschge       | Jan Vayne          |
| 2   | 15 maart 2008 | Team Jeroen | Nicolette van Dam      | Erik Hulzebosch        | Robert ten Brink   |
|     |               | Team Beau   | Jamai Loman            | Koert-Jan de Bruijn    | Monique Klemann    |
| 3   | 22 maart 2008 | Team Jeroen | Do                     | Katja Schuurman        | Kluun              |
|     |               | Team Beau   | Rick Brandsteder       | Sophie Hilbrand        | Angela Groothuizen |
| 4   | 29 maart 2008 | Team Jeroen | Valerio Zeno           | Frans Bauer            | Irene Moors        |
|     |               | Team Beau   | Gregory Sedoc          | Wolter Kroes           | Wilma Nanninga     |
| 5   | 5 april 2008  | Team Jeroen | Thomas Berge           | Wendy van Dijk         | Anita Meyer        |
|     |               | Team Beau   | Agnes van de Ven       | Frank de Boer          | Manuëla Kemp       |
| 6   | 12 april 2008 | Team Jeroen | Sita Vermeulen         | Edsilia Rombley        | Jack Spijkerman    |
|     |               | Team Beau   | Victoria Koblenko      | Ruben Nicolai          | Jan Keizer         |
| 7   | 19 april 2008 | Team Jeroen | Yes-R                  | Bridget Maasland       | Lenette van Dongen |
|     |               | Team Beau   | Jim Bakkum             | Peter van der Vorst    | Ellen van Langen   |

## Seizoen 2
| Nr. | Datum                  | Team        | BN'er 1             | BN'er 2              | BN'er 3                |
| --- | ---------------------- | ----------- | ------------------- | -------------------- | ---------------------- |
| 1   | 8 november 2008        | Team Jeroen | Nick Schilder       | Danny de Munk        | Frederique van der Wal |
|     |                        | Team Beau   | Simon Keizer        | Daniëlle de Bruijn   | Tineke Schouten        |
| 2   | 15 november 2008       | Team Jeroen | Jody Bernal         | Rachel Hazes         | Leco van Zadelhoff     |
|     |                        | Team Beau   | Elise van der Horst | Michael Boogerd      | Monique van de Ven     |
| 3   | 22 november 2008       | Team Jeroen | Inge Dekker         | Alex Klaasen         | Willeke Alberti        |
|     |                        | Team Beau   | Gigi Ravelli        | Dennis van der Geest | Bart Chabot            |
| 4   | 29 november 2008       | Team Jeroen | Renate Verbaan      | Jeroen Nieuwenhuize  | Mariska van Kolck      |
|     | Sinterklaas special    | Team Beau   | Levi van Kempen     | Berget Lewis         | Wilbert Gieske         |
| 5   | 6 december 2008        | Team Jeroen | Maartje Paumen      | Xander de Buisonjé   | Daphne Deckers         |
|     |                        | Team Beau   | Ali B               | Annamarie Thomas     | Chris Tates            |
| 6   | 13 december 2008       | Team Jeroen | Nikkie Plessen      | Jeroen van der Boom  | Lucia Rijker           |
|     |                        | Team Beau   | Sascha Visser       | Anouk Smulders       | Frits Sissing          |
| 7   | 31 december 2008       | Team Jeroen | Marlies Dekkers     | Wendy van Dijk       | Gordon                 |
|     | Oudejaarsavond-special | Team Beau   | Irene van de Laar   | Hans Klok            | René Froger            |

## Seizoen 3
| Nr. | Datum                 | Team        | BN'er 1              | BN'er 2                | BN'er 3           |
| --- | --------------------- | ----------- | -------------------- | ---------------------- | ----------------- |
| 1   | 7 maart 2009          | Team Jeroen | Nicolette Kluijver   | Inge de Bruijn         | Marc Dik          |
|     |                       | Team Beau   | Marly van der Velden | John Williams          | Marijke Helwegen  |
| 2   | 14 maart 2009         | Team Jeroen | Brigitte Heitzer     | Roel van Velzen        | Anita Witzier     |
|     |                       | Team Beau   | Ron Link             | Deborah Gravenstijn    | Eric van Tijn     |
| 3   | 21 maart 2009         | Team Jeroen | Joey van der Velden  | Froukje de Both        | Pia Douwes        |
|     |                       | Team Beau   | Jan Smit             | Cystine Carreon        | Joop Braakhekke   |
| 4   | 4 april 2009          | Team Jeroen | Kim Feenstra         | Christophe Haddad      | Bartina Koeman    |
|     |                       | Team Beau   | Monique Smit         | Gerard Ekdom           | Ronald Koeman     |
| 5   | 11 april 2009         | Team Jeroen | Lange Frans          | Quinty Trustfull       | Jochem van Gelder |
|     |                       | Team Beau   | Bart Zeilstra        | Fatima Moreira de Melo | Nelli Cooman      |
| 6   | 18 april 2009         | Team Jeroen | Hind Laroussi        | Johnny de Mol          | Lucille Werner    |
|     |                       | Team Beau   | Yuri van Gelder      | Sander Janson          | Caroline Tensen   |
| 7   | 29 april 2009         | Team Jeroen | Martijn Krabbé       | Caroline Tensen        | Ron Brandsteder   |
|     | Koninginnedag-special | Team Beau   | Rick Brandsteder     | Winston Gerschtanowitz | Wendy van Dijk    |

## Seizoen 4
| Nr. | Datum                  | Team        | BN'er 1                 | BN'er 2            | BN'er 3             |
| --- | ---------------------- | ----------- | ----------------------- | ------------------ | ------------------- |
| 1   | 24 oktober 2009        | Team Jeroen | Jan de Hoop             | Frits Barend       | Victor Reinier      |
|     | 20 Jaar RTL-special    | Team Irene  | Loretta Schrijver       | Leontine Borsato   | Babette van Veen    |
| 2   | 31 oktober 2009        | Team Jeroen | Teun Kuilboer           | Mirella van Markus | Tanja Jess          |
|     |                        | Team Peter  | Tommie Christiaan       | Helga van Leur     | George Baker        |
| 3   | 7 november 2009        | Team Jeroen | Epke Zonderland         | Vivian Slingerland | Rudolph van Veen    |
|     |                        | Team Peter  | Ireen Wüst              | Remy Bonjasky      | Heleen van Royen    |
| 4   | 14 november 2009       | Team Jeroen | Ranomi Kromowidjojo     | Ferry Corsten      | Tatjana Šimić       |
|     |                        | Team Peter  | Jan Kooijman            | Gert-Jan Mulder    | Simone Kleinsma     |
| 5   | 21 november 2009       | Team Jeroen | Jessica Mendels         | Art Rooijakkers    | Imca Marina         |
|     |                        | Team Peter  | Sophie van Winden       | Guus Meeuwis       | Erik van der Hoff   |
| 6   | 28 november 2009       | Team Jeroen | Miljuschka Witzenhausen | Barry Paf          | Jörgen Raymann      |
|     |                        | Team Peter  | Sara Kroos              | Marit van Bohemen  | John van den Heuvel |
| 7   | 5 december 2009        | Team Jeroen | Saar Koningsberger      | Frits Wester       | Sinterklaas         |
|     | Sinterklaas-special    | Team Peter  | Emiel Sandtke           | Ellen ten Damme    | Dieuwertje Blok     |
| 8   | 31 december 2009       | Team Jeroen | Natasja Froger          | Arie Boomsma       | Angela Groothuizen  |
|     | Oudejaarsavond-special | Team Peter  | Rick Engelkes           | Susan Visser       | Joris Linssen       |

## Seizoen 5
| Nr. | Datum                 | Team        | BN'er 1                   | BN'er 2              | BN'er 3             |
| --- | --------------------- | ----------- | ------------------------- | -------------------- | ------------------- |
| 1   | 6 maart 2010          | Team Jeroen | Timor Steffens            | Barbara Barend       | Marga van Praag     |
|     |                       | Team Peter  | Fleur Minjon              | Murth Mossel         | John de Wolf        |
| 2   | 13 maart 2010         | Team Jeroen | Freek Bartels             | Cas Jansen           | Annemarie Jorritsma |
|     |                       | Team Peter  | Esther Vergeer            | Dyanne Beekman       | Humberto Tan        |
| 3   | 20 maart 2010         | Team Jeroen | Pauline Wingelaar         | Marianne Thieme      | Ernst Daniël Smid   |
|     |                       | Team Peter  | Edith Bosch               | Boris van der Ham    | Eddy Zoëy           |
| 4   | 27 maart 2010         | Team Jeroen | Jim Bakkum                | Sandra Schuurhof     | Viola Holt          |
|     |                       | Team Peter  | Robert Doornbos           | Jelka van Houten     | Joep van Deudekom   |
| 5   | 3 april 2010          | Team Jeroen | Yfke Sturm                | Roué Verveer         | Suzanne Klemann     |
|     |                       | Team Peter  | Rosalinde Kikstra         | Ruben van der Meer   | Henk Westbroek      |
| 6   | 10 april 2010         | Team Jeroen | Lisa Lois                 | Ramon Beuk           | Patricia Paay       |
|     |                       | Team Peter  | Stacey Rookhuizen         | Horace Cohen         | Karin Bloemen       |
| 7   | 17 april 2010         | Team Jeroen | Ferry Doedens             | Lies Visschedijk     | Sandra Reemer       |
|     |                       | Team Peter  | Ruud Feltkamp             | Nicolien Sauerbreij  | Rob de Nijs         |
| 8   | 24 april 2010         | Team Jeroen | Inge Schrama              | Nyncke Beekhuyzen    | Thomas van Luyn     |
|     |                       | Team Peter  | Henk Grol                 | Esmaa Alariachi      | Mike Boddé          |
| 9   | 29 april 2010         | Team Jeroen | Winston Gerschtanowitz    | Jack Spijkerman      | Martijn Krabbé      |
|     | Koninginnedag-special | Team Irene  | Loretta Schrijver         | Caroline Tensen      | Quinty Trustfull    |
| 10  | 5 juni 2010           | Team Jeroen | Charlotte-Sophie Heitinga | Pierre van Hooijdonk | Dick Jol            |
|     | WK Voetbal-special    | Team Peter  | Kim Stekelenburg          | Jan van Halst        | Willem van Hanegem  |

## Seizoen 6
| Nr. | Datum                  | Team        | BN'er 1             | BN'er 2                 | BN'er 3              |
| --- | ---------------------- | ----------- | ------------------- | ----------------------- | -------------------- |
| 1   | 2 oktober 2010         | Team Peter  | Nicolette van Dam   | Chantal Janzen          | Joep Sertons         |
|     |                        | Team Jeroen | Freek Bartels       | Lauren Verster          | Inge Ipenburg        |
| 2   | 9 oktober 2010         | Team Peter  | Floris Evers        | Sabine Uitslag          | Robert Vuijsje       |
|     |                        | Team Jeroen | Nick Driebergen     | Bridget Maasland        | Charlotte Besijn     |
| 3   | 16 oktober 2010        | Team Peter  | Nicolette Kluijver  | Rosanna Lima            | Regi Blinker         |
|     |                        | Team Jeroen | Zarayda Groenhart   | Patrick Kluivert        | Rachel Hazes         |
| 4   | 23 oktober 2010        | Team Peter  | Melody Klaver       | Dennis Weening          | Richard Witschge     |
|     |                        | Team Jeroen | Kimberley Klaver    | Jeroen Kijk in de Vegte | Rob Witschge         |
| 5   | 30 oktober 2010        | Team Peter  | Annette Gerritsen   | Thijs Willekes          | Arie Koomen          |
|     |                        | Team Jeroen | Jaap Reesema        | Daryl van Wouw          | Jetty Mathurin       |
| 6   | 6 november 2010        | Team Peter  | Noortje Herlaar     | Barry Atsma             | Paul Haarhuis        |
|     |                        | Team Jeroen | William Spaaij      | Birgit Schuurman        | Jacco Eltingh        |
| 7   | 13 november 2010       | Team Peter  | Ali B               | Mirjam Sterk            | Jeroen Latijnhouwers |
|     |                        | Team Jeroen | Floortje Smit       | Danie Bles              | Cornald Maas         |
| 8   | 20 november 2010       | Team Peter  | Tim Akkerman        | Vivian Reijs            | Stanley Burleson     |
|     |                        | Team Jeroen | Nikkie Plessen      | Regina Romeijn          | Jon van Eerd         |
| 9   | 27 november 2010       | Team Peter  | Loes Haverkort      | Mark Huizinga           | Erik de Zwart        |
|     |                        | Team Jeroen | Yes-R               | Nienke Römer            | Sebastiaan Labrie    |
| 10  | 4 december 2010        | Team Peter  | Martijn Lakemeier   | Liz Snoijink            | Sinterklaas          |
|     | Sinterklaas-special    | Team Jeroen | Robert de Hoog      | Vivian Slingerland      | Jeroen van der Boom  |
| 11  | 11 december 2010       | Team Peter  | Dominique van Hulst | Jan Dulles              | Jaap de Witte        |
|     |                        | Team Jeroen | Dewi Pechler        | Jaap Kwakman            | Huub Stapel          |
| 12  | 31 december 2010       | Team Irene  | Epke Zonderland     | Danny de Munk           | Daphne Deckers       |
|     | Oudejaarsavond-special | Team Jeroen | Jan Kooijman        | Frans Bauer             | Leontine Borsato     |

## Seizoen 7
| Nr. | Datum         | Team        | BN'er 1            | BN'er 2                  | BN'er 3             |
| --- | ------------- | ----------- | ------------------ | ------------------------ | ------------------- |
| 1   | 26 maart 2011 | Team Guus   | Geraldine Kemper   | Xander de Buisonjé       | Marcel Musters      |
|     |               | Team Jeroen | Manuel Broekman    | Tjitske Reidinga         | Leopold Witte       |
| 2   | 2 april 2011  | Team Guus   | Frans Frederiks    | John Vooijs              | Irene van de Laar   |
|     |               | Team Jeroen | Achmed Akkabi      | Froukje de Both          | Hans Kazàn          |
| 3   | 9 april 2011  | Team Guus   | Dirk Taat          | Gürkan Küçüksentürk      | Lucille Werner      |
|     |               | Team Jeroen | Jamai Loman        | Kim Pieters              | Robert ten Brink    |
| 4   | 16 april 2011 | Team Guus   | Kim Feenstra       | Mark van Eeuwen          | Hans van Breukelen  |
|     |               | Team Jeroen | Tim Murck          | Kim-Lian van der Meij    | Henk Schiffmacher   |
| 5   | 23 april 2011 | Team Guus   | Kees Tol           | Glennis Grace            | Henny Huisman       |
|     |               | Team Jeroen | Monique Smit       | Klaas van der Eerden     | Mariska van Kolck   |
| 6   | 30 april 2011 | Team Guus   | Saar Koningsberger | Peter van der Vorst      | Monique van de Ven  |
|     |               | Team Jeroen | Jeffrey Wammes     | Edsilia Rombley          | Jack de Vries       |
| 7   | 7 mei 2011    | Team Guus   | Leonie Meijer      | Dennis van der Geest     | Lone van Roosendaal |
|     |               | Team Jeroen | Kim de Boer        | Giovanni van Bronckhorst | Hugo Haenen         |
| 8   | 14 mei 2011   | Team Guus   | Dré Hazes          | DJ Isis                  | Tatjana Šimić       |
|     |               | Team Jeroen | Roxeanne Hazes     | Tjebbo Gerritsma         | René Froger         |

## Seizoen 8
| Nr. | Datum                  | Team        | BN'er 1                         | BN'er 2             | BN'er 3             |
| --- | ---------------------- | ----------- | ------------------------------- | ------------------- | ------------------- |
| 1   | 24 september 2011      | Team Guus   | Krystl                          | Dennis Weening      | Jeroen Snel         |
|     |                        | Team Jeroen | Afrojack                        | Tygo Gernandt       | Angela Groothuizen  |
| 2   | 1 oktober 2011         | Team Guus   | Robin Haase                     | Tania Kross         | Patty Brard         |
|     |                        | Team Jeroen | Matthijs van de Sande Bakhuyzen | Renate Verbaan      | Bastiaan van Schaik |
| 3   | 8 oktober 2011         | Team Guus   | Keet!                           | Renate Groenewold   | Viktor Brand        |
|     |                        | Team Jeroen | Sanne Vogel                     | Filemon Wesselink   | Najib Amhali        |
| 4   | 15 oktober 2011        | Team Guus   | Vivienne van den Assem          | Jeroen Nieuwenhuize | John van den Brom   |
|     |                        | Team Jeroen | Lidewij Welten                  | Nance Coolen        | Frits Huffnagel     |
| 5   | 22 oktober 2011        | Team Guus   | Stefan Groothuis                | Art Rooijakkers     | Ineke van Gent      |
|     |                        | Team Jeroen | Ewout Genemans                  | Barry Atsma         | Marlayne Sahupala   |
| 6   | 29 oktober 2011        | Team Guus   | Liza Sips                       | Frederik Brom       | Gerard Joling       |
|     |                        | Team Jeroen | Thomas Berge                    | Hadewych Minis      | Chris Tates         |
| 7   | 5 november 2011        | Team Guus   | Gigi Ravelli                    | Sander Lantinga     | Anita Meyer         |
|     |                        | Team Jeroen | Sieneke Peeters                 | Coen Swijnenberg    | Emile Roemer        |
| 8   | 12 november 2011       | Team Guus   | Britt Dekker                    | Remco Veldhuis      | Bert van Leeuwen    |
|     |                        | Team Jeroen | Ymke Wieringa                   | Dragan Bakema       | Richard Kemper      |
| 9   | 19 november 2011       | Team Guus   | Arantxa Rus                     | Johnny de Mol       | Marga Bult          |
|     |                        | Team Jeroen | Ajouad El Miloudi               | Trijntje Oosterhuis | Jon van Eerd        |
| 10  | 31 december 2011       | Team Guus   | Simon Keizer                    | Glennis Grace       | Nasrdin Dchar       |
|     | Oudejaarsavond-special | Team Jeroen | Nick Schilder                   | Halina Reijn        | Wilfred Genee       |

## Seizoen 9
| Nr. | Datum            | Team        | BN'er 1              | BN'er 2                | BN'er 3               |
| --- | ---------------- | ----------- | -------------------- | ---------------------- | --------------------- |
| 1   | 25 februari 2012 | Team Guus   | Marianne Vos         | Tijl Beckand           | Hans Klok             |
|     |                  | Team Jeroen | Géza Weisz           | Fatima Moreira de Melo | Ruben van der Meer    |
| 2   | 3 maart 2012     | Team Guus   | Tess Milne           | Waldemar Torenstra     | Raoul Heertje         |
|     |                  | Team Jeroen | Guido Spek           | Tooske Ragas           | Thomas Acda           |
| 3   | 10 maart 2012    | Team Guus   | Sallie Harmsen       | Sara Kroos             | Frits Sissing         |
|     |                  | Team Jeroen | Gregory van der Wiel | Gerard Ekdom           | Anniko van Santen     |
| 4   | 17 maart 2012    | Team Guus   | Robin Martens        | Anne-Marie Jung        | Berry van Aerle       |
|     |                  | Team Jeroen | Elise Schaap         | Richard Groenendijk    | Paulien Huizinga      |
| 5   | 24 maart 2012    | Team Guus   | Eva van de Wijdeven  | Jan Joost van Gangelen | Monique Klemann       |
|     |                  | Team Jeroen | Dio                  | Willemijn Verkaik      | Suzanne Klemann       |
| 6   | 31 maart 2012    | Team Guus   | Gers Pardoel         | Charly Luske           | Cilly Dartell         |
|     |                  | Team Jeroen | Esmée Denters        | Mimoun Oaïssa          | Tanja Jess            |
| 7   | 7 april 2012     | Team Guus   | Rick Brandsteder     | Koos van Plateringen   | Quinty Trustfull      |
|     |                  | Team Jeroen | Jan Smit             | Patrick Martens        | Sandra Schuurhof      |
| 8   | 14 april 2012    | Team Guus   | Kim Lammers          | Kleine Viezerik        | John van den Heuvel   |
|     |                  | Team Jeroen | Maartje Paumen       | Thekla Reuten          | Beau van Erven Dorens |

## Seizoen 10
| Nr. | Datum                  | Team        | BN'er 1                | BN'er 2              | BN'er 3             |
| --- | ---------------------- | ----------- | ---------------------- | -------------------- | ------------------- |
| 1   | 20 oktober 2012        | Team Guus   | Marit Bouwmeester      | Birgit Schuurman     | Frank Lammers       |
|     |                        | Team Jeroen | Nicolette van Dam      | Dennis van de Ven    | Daniël Boissevain   |
| 2   | 27 oktober 2012        | Team Guus   | Ruud Feltkamp          | Edsilia Rombley      | Maik de Boer        |
|     |                        | Team Jeroen | Stacey Rookhuizen      | Frans Bauer          | Jan Heemskerk       |
| 3   | 3 november 2012        | Team Guus   | Tony Wyczynski         | Froukje de Both      | Robert Kranenborg   |
|     |                        | Team Jeroen | Iris Kroes             | Raemon Sluiter       | Ad Visser           |
| 4   | 10 november 2012       | Team Guus   | Hind                   | Jan Kooijman         | Willeke Alberti     |
|     |                        | Team Jeroen | Marly van der Velden   | Minke Booij          | Kluun               |
| 5   | 17 november 2012       | Team Guus   | Sef                    | Klaas van Kruistum   | Natasja Froger      |
|     |                        | Team Jeroen | Manuel Broekman        | Barbara Barend       | Jochem van Gelder   |
| 6   | 24 november 2012       | Team Guus   | Toprak Yalçiner        | Adelinde Cornelissen | Albert Verlinde     |
|     |                        | Team Jeroen | Thomas Dekker          | Jandino Asporaat     | Miryanna van Reeden |
| 7   | 1 december 2012        | Team Guus   | Yes-R                  | Ruben Nicolai        | Anita Witzier       |
|     | Sinterklaas-special    | Team Jeroen | Valentin Verga         | Sophie Hilbrand      | Berget Lewis        |
| 8   | 8 december 2012        | Team Guus   | Veronica van Hoogdalem | Waldemar Torenstra   | Dirk Zeelenberg     |
|     |                        | Team Jeroen | André Hazes jr.        | Jeroen Spitzenberger | Marit van Bohemen   |
| 9   | 31 december 2012       | Team Guus   | Naomi van As           | Yvon Jaspers         | Marc Klein Essink   |
|     | Oudejaarsavond-special | Team Jeroen | Jan Smit               | Ranomi Kromowidjojo  | Caroline Tensen     |

## Ik Hou van Beatrix
Op 29 april 2013 was er een speciale uitzending van Ik hou van Holland in verband met de troonsafstand van koningin Beatrix. Deze aflevering zit niet bij een seizoen inbegrepen. De teamcaptains zijn Jeroen van Koningsbrugge en Guus Meeuwis.
| Datum         | Team        | BN'ers        | BN'ers           | BN'ers              |
| ------------- | ----------- | ------------- | ---------------- | ------------------- |
| 29 april 2013 | Team Guus   | Kees Tol      | Sandra Schuurhof | Najib Amhali        |
|               | Team Jeroen | John Williams | Britt Dekker     | Peter van der Vorst |

## Seizoen 11
| Nr. | Datum                  | Team        | BN'er 1                | BN'er 2                 | BN'er 3             |
| --- | ---------------------- | ----------- | ---------------------- | ----------------------- | ------------------- |
| 1   | 31 augustus 2013       | Team Guus   | Monique Smit           | Kim Kötter              | Ernst Daniël Smid   |
|     |                        | Team Jeroen | Tim Douwsma            | Oren Schrijver          | Loretta Schrijver   |
| 2   | 7 september 2013       | Team Guus   | Robert de Hoog         | Lange Frans             | Sylvana Simons      |
|     |                        | Team Jeroen | Josje Huisman          | Teun Kuilboer           | Huub Stapel         |
| 3   | 14 september 2013      | Team Guus   | Sharon Doorson         | Jeroen Kijk in de Vegte | Pia Dijkstra        |
|     |                        | Team Jeroen | Tess Milne             | Anouk Smulders          | Henk Krol           |
| 4   | 21 september 2013      | Team Guus   | Annette Gerritsen      | Winston Gerschtanowitz  | Heleen van Royen    |
|     |                        | Team Jeroen | Tim Hofman             | Leona Philippo          | Rudolph van Veen    |
| 5   | 28 september 2013      | Team Guus   | Veronica van Hoogdalem | Fred van Leer           | Simone Kleinsma     |
|     |                        | Team Jeroen | Ellen Hoog             | Carolina Dijkhuizen     | Erik van der Hoff   |
| 6   | 5 oktober 2013         | Team Guus   | Brownie Dutch          | Hidde van Warmerdam     | Patricia Paay       |
|     |                        | Team Jeroen | Noortje Herlaar        | Do                      | Hans van Breukelen  |
| 7   | 12 oktober 2013        | Team Guus   | Jamai Loman            | Bridget Maasland        | Rob Kamphues        |
|     |                        | Team Jeroen | Nicolette Kluijver     | William Spaaij          | Daphne Deckers      |
| 8   | 19 oktober 2013        | Team Guus   | Sunnery James          | Lodewijk Hoekstra       | Rosalie van Breemen |
|     |                        | Team Jeroen | Ryan Marciano          | Victoria Koblenko       | Danny de Munk       |
| 9   | 31 december 2013       | Team Guus   | Gordon                 | Nicolette van Dam       | Jannes              |
|     | Oudejaarsavond-special | Team Jeroen | Roy Donders            | Eva Simons              | Humberto Tan        |

## Ik Hou van RTL
Ter gelegheid van het 25-jarig bestaan van RTL was er op 1 november 2014 wederom een speciale uitzending van Ik hou van Holland. Deze aflevering was tevens de aftrap van seizoen 12. Tijdens deze tweeënhalf durende special werd er volop teruggeblikt op de rijke televisiehistorie van RTL. De teamcaptains zijn Jeroen van Koningsbrugge en Guus Meeuwis. Beide teamcaptains werden bijgestaan door zes RTL-gezichten, oftewel er waren vier teams in plaats van twee.
Jan de Hoop was de voice-over tijdens de terugblikmomenten.
Behalve de "I Luv Holland Band" waren er ook gastoptredens:
Jimmy Geduld, Winston Gerschtanowitz, Cas Jansen, Michiel de Zeeuw en Herman Boerman treden in deze uitzending op als The Village People. Deze act hadden ze ook al gedaan in 1997 in de Sterrenplaybackshow.
Julia van der Toorn zong nogmaals het nummer waarmee ze auditie deed voor de The Voice of Holland.
| Datum           | Team        | BN'ers 1e team & laatste deel van de show | BN'ers 1e team & laatste deel van de show | BN'ers 1e team & laatste deel van de show | BN'ers 2e team & laatste deel van de show | BN'ers 2e team & laatste deel van de show | BN'ers 2e team & laatste deel van de show |
| --------------- | ----------- | ----------------------------------------- | ----------------------------------------- | ----------------------------------------- | ----------------------------------------- | ----------------------------------------- | ----------------------------------------- |
| 1 november 2014 | Team Guus   | Viola Holt                                | Rolf Wouters                              | John Williams                             | Hans van Willigenburg                     | Irene Moors                               | Ruud Feltkamp                             |
|                 | Team Jeroen | Catherine Keyl                            | Ursul de Geer                             | Quinty Trustfull                          | Mireille Bekooij                          | Albert Verlinde                           | Nicolette van Dam                         |

## Seizoen 12
| Nr. | Datum                              | Team        | BN'er 1             | BN'er 2               | BN'er 3               |
| --- | ---------------------------------- | ----------- | ------------------- | --------------------- | --------------------- |
| 1   | 8 november 2014                    | Team Guus   | Esmée van Kampen    | Dave Mantel           | Janny van der Heijden |
|     |                                    | Team Jeroen | Jim Bakkum          | Glennis Grace         | Felix van der Wissel  |
| 2   | 15 november 2014                   | Team Guus   | Pip Pellens         | Dennis Weening        | Lucille Werner        |
|     |                                    | Team Jeroen | Freek Bartels       | Marlijn Weerdenburg   | Xander de Buisonjé    |
| 3   | 22 november 2014                   | Team Guus   | Janice              | Sofie van den Enk     | René van Kooten       |
|     |                                    | Team Jeroen | Geraldine Kemper    | Mike Weerts           | Froukje de Both       |
| 4   | 29 november 2014                   | Team Guus   | Nick Schilder       | Kees Tol              | Simon Keizer          |
|     | Volendam tegen De Gooische Vrouwen | Team Jeroen | Lies Visschedijk    | Tjitske Reidinga      | Susan Visser          |
| 5   | 6 december 2014                    | Team Guus   | Thomas Berge        | Rian Donders          | Joep Sertons          |
|     |                                    | Team Jeroen | Julia van der Toorn | Roy Donders           | Carly Wijs            |
| 6   | 13 december 2014                   | Team Guus   | Danny Froger        | Kim-Lian van der Meij | Caspar Bürgi          |
|     |                                    | Team Jeroen | Pearl Jozefzoon     | Mark van Eeuwen       | Myrna Goossen         |
| 7   | 20 december 2014                   | Team Guus   | Nielson             | Edwin Jonker          | Patty Brard           |
|     |                                    | Team Jeroen | Dilan Yurdakul      | Elise Schaap          | Dirk Zeelenberg       |
| 8   | 31 december 2014                   | Team Guus   | Richard Groenendijk | Gerard Joling         | Jorien ter Mors       |
|     | Oudejaarsavond-special             | Team Jeroen | Barry Atsma         | Leontine Borsato      | René Froger           |

## Seizoen 13
| Nr. | Datum                                            | Team        | BN'er 1           | BN'er 2                | BN'er 3               |
| --- | ------------------------------------------------ | ----------- | ----------------- | ---------------------- | --------------------- |
| 1   | 17 oktober 2015                                  | Team Guus   | Manon Meijers     | Gerard Ekdom           | Frank Lammers         |
|     | Vrienden van de captains                         | Team Jeroen | Fedja van Huêt    | Tjebbo Gerritsma       | Dennis van de Ven     |
| 2   | 24 oktober 2015                                  | Team Guus   | Willeke Alberti   | Jeroen van der Boom    | Shirma Rouse          |
|     | Dansers vs Zangers                               | Team Jeroen | Jan Kooijman      | Euvgenia Parakhina     | Juvat Westendorp      |
| 3   | 31 oktober 2015                                  | Team Guus   | John de Wolf      | Fatima Moreira de Melo | Dave von Raven        |
|     | 010 vs 020                                       | Team Jeroen | Danny de Munk     | Berget Lewis           | Richard Witschge      |
| 4   | 7 november 2015                                  | Team Guus   | Fred van Leer     | Mari van de Ven        | Maik de Boer          |
|     | Mooimakers vs Filmsterren                        | Team Jeroen | Tina de Bruin     | Martijn Fischer        | Jelka van Houten      |
| 5   | 14 november 2015                                 | Team Guus   | Amy Vol           | Lisa Vol               | Shelley Vol           |
|     | Familie Kruys vs O'G3NE                          | Team Jeroen | Karina Smulders   | Rop Verheijen          | Elise Schaap          |
| 6   | 21 november 2015                                 | Team Guus   | Coen Swijnenberg  | Sander Lantinga        | Jeroen Nieuwenhuize   |
|     | Radio-dj's vs presentatrices                     | Team Jeroen | Leonie ter Braak  | Evelyn Struik          | Vivian Slingerland    |
| 7   | 28 november 2015                                 | Team Guus   | Pim Wessels       | Kay Nambiar            | Rogier Warnawa        |
|     | Hollandse hunks vs Koffietijd                    | Team Jeroen | Loretta Schrijver | Quinty Trustfull       | Pernille La Lau       |
| 8   | 5 december 2015                                  | Team Guus   | Evert Santegoeds  | Renate Verbaan         | Kees Tol              |
|     | Shownieuws vs RTL Boulevard, Sinterklaas-special | Team Jeroen | Albert Verlinde   | Winston Gerschtanowitz | Daphne Deckers        |
| 9   | 31 december 2015                                 | Team Guus   | Pip Pellens       | Johnny de Mol          | Tom Groot             |
|     | Oudejaarsavond-special                           | Team Jeroen | Georgina Verbaan  | Jandino Asporaat       | Beau van Erven Dorens |

## Seizoen 14
| Nr. | Datum                  | Team        | BN'er 1              | BN'er 2                 | BN'er 3                  |
| --- | ---------------------- | ----------- | -------------------- | ----------------------- | ------------------------ |
| 1   | 29 oktober 2016        | Team Guus   | Domien Verschuuren   | Airen Mylene            | Frans Bauer              |
|     |                        | Team Jeroen | Buddy Vedder         | Taeke Taekema           | Martine Sandifort        |
| 2   | 5 november 2016        | Team Guus   | Daan Boom            | Gaby Blaaser            | Martine van Os           |
|     |                        | Team Jeroen | Jasper Demollin      | Loes Haverkort          | Tygo Gernandt            |
| 3   | 12 november 2016       | Team Guus   | Holly Mae Brood      | Jesse Klaver            | Babette van Veen         |
|     |                        | Team Jeroen | Gaia Aikman          | Jeroen Hertzberger      | Martijn Krabbé           |
| 4   | 19 november 2016       | Team Guus   | Estavana Polman      | Frank Dane              | Milika Peterzon          |
|     |                        | Team Jeroen | Lex Uiting           | Manuel Venderbos        | Amara Onwuka             |
| 5   | 26 november 2016       | Team Guus   | Loiza Lamers         | Niels Geusebroek        | Ruben Nicolai            |
|     |                        | Team Jeroen | Kay Greidanus        | Leo Alkemade            | Anita Witzier            |
| 6   | 3 december 2016        | Team Guus   | Yannick van de Velde | Miljuschka Witzenhausen | Ruth Jacott              |
|     |                        | Team Jeroen | Maan de Steenwinkel  | Anouk Maas              | Paul Rabbering           |
| 7   | 10 december 2016       | Team Guus   | Jan Versteegh        | Mattie Valk             | Karin Bloemen            |
|     |                        | Team Jeroen | Romy Monteiro        | Wietze de Jager         | Wouter Hamel             |
| 8   | 17 december 2016       | Team Guus   | Victor Mids          | Fockeline Ouwerkerk     | Gallyon van Vessem       |
|     |                        | Team Jeroen | Gwen van Poorten     | Anniek Pheifer          | Gijs Staverman           |
| 9   | 31 december 2016       | Team Guus   | Beau Schneider       | Marlou van Rhijn        | Gerard Joling            |
|     | Oudejaarsavond-special | Team Jeroen | André Hazes jr.      | Yolanthe Sneijder-Cabau | Dorian van Rijsselberghe |

## Seizoen 15
Vanaf dit seizoen werd het programma uitgezonden op SBS6.
| Nr. | Datum                  | Team        | BN'er 1          | BN'er 2               | BN'er 3              |
| --- | ---------------------- | ----------- | ---------------- | --------------------- | -------------------- |
| 1   | 7 september 2019       | Team Guus   | Leonie ter Braak | Nick Schilder         | Isa Hoes             |
|     |                        | Team Jeroen | Sanne Hans       | Simon Keizer          | Barry Atsma          |
| 2   | 14 september 2019      | Team Guus   | Igmar Felicia    | Klaas van der Eerden  | Quinty Trustfull     |
|     |                        | Team Jeroen | Britt Dekker     | Giel de Winter        | Robèrt van Beckhoven |
| 3   | 21 september 2019      | Team Guus   | Samya Hafsaoui   | Kim-Lian van der Meij | Frank Jansen         |
|     |                        | Team Jeroen | Nikkie de Jager  | Tony Junior           | Rogier Smit          |
| 4   | 28 september 2019      | Team Guus   | Famke Louise     | Leo Alkemade          | Jörgen Raymann       |
|     |                        | Team Jeroen | Thomas Cammaert  | Akwasi                | Patty Brard          |
| 5   | 5 oktober 2019         | Team Guus   | Donnie           | Soundos El Ahmadi     | Viktor Brand         |
|     |                        | Team Jeroen | Romy Monteiro    | Dave von Raven        | Wendy van Dijk       |
| 6   | 12 oktober 2019        | Team Guus   | Rick Brandsteder | Olcay Gulsen          | Marit van Bohemen    |
|     |                        | Team Jeroen | Emma Wortelboer  | Bobbi Eden            | Tjebbo Gerritsma     |
| 7   | 19 oktober 2019        | Team Guus   | Jurre Geluk      | Esmée van Kampen      | Harry Piekema        |
|     |                        | Team Jeroen | Roxeanne Hazes   | Michiel Blankwaardt   | Nicolette van Dam    |
| 8   | 26 oktober 2019        | Team Guus   | Dave Roelvink    | Sergio Vyent          | Evelien de Bruijn    |
|     |                        | Team Jeroen | Victor Abeln     | Elske DeWall          | Albert Verlinde      |
| 9   | 31 december 2019       | Team Guus   | Jan Versteegh    | Merel Westrik         | Martien Meiland      |
|     | Oudejaarsavond-special | Team Jeroen | Maxime Meiland   | Elise Schaap          | Cornald Maas         |

## Seizoen 16
| Nr. | Datum             | Team        | BN'er 1          | BN'er 2                 |
| --- | ----------------- | ----------- | ---------------- | ----------------------- |
| 1   | 29 augustus 2020  | Team Leo    | Gaby Blaaser     | Dennis Weening          |
|     |                   | Team Jeroen | Patrick Martens  | Heleen van Royen        |
| 2   | 5 september 2020  | Team Leo    | Gerard Ekdom     | Anita Meyer             |
|     |                   | Team Jeroen | Celine Huijsmans | Najib Amhali            |
| 3   | 12 september 2020 | Team Leo    | Renze Klamer     | Berget Lewis            |
|     |                   | Team Jeroen | Fred van Leer    | Fien Vermeulen          |
| 4   | 19 september 2020 | Team Leo    | Rolf Sanchez     | Trijntje Oosterhuis     |
|     |                   | Team Jeroen | Emma Heesters    | Richard Groenendijk     |
| 5   | 26 september 2020 | Team Leo    | Tina de Bruin    | Kjeld Nuis              |
|     |                   | Team Jeroen | Marije Knevel    | Sahil Amar Aïssa        |
| 6   | 3 oktober 2020    | Team Leo    | Anna Nooshin     | Henk Poort              |
|     |                   | Team Jeroen | Hugo Kennis      | Carrie ten Napel        |
| 7   | 10 oktober 2020   | Team Leo    | Nyassa Alberta   | René Froger             |
|     |                   | Team Jeroen | Naomi van As     | Eric Corton             |
| 8   | 17 oktober 2020   | Team Leo    | Nienke Plas      | Kluun                   |
|     |                   | Team Jeroen | Bilal Wahib      | Samantha Steenwijk      |
| 9   | 24 oktober 2020   | Team Leo    | Rob Dekay        | Francis van Broekhuizen |
|     |                   | Team Jeroen | Jamie Trenité    | Rachel Hazes            |

Oudejaarsavond-special / 25 jaar SBS6
| Datum            | Team        | BN'ers deel 1 & finale | BN'ers deel 1 & finale | BN'ers deel 2 & finale | BN'ers deel 2 & finale | BN'ers deel 3 & finale | BN'ers deel 3 & finale |
| ---------------- | ----------- | ---------------------- | ---------------------- | ---------------------- | ---------------------- | ---------------------- | ---------------------- |
| 31 december 2020 | Team Leo    | Wendy van Dijk         | Johnny de Mol          | Jan Versteegh          | Martien Meiland        | Patty Brard            | Marlayne Sahupala      |
|                  | Team Jeroen | Viktor Brand           | Frank Visser           | Kim-Lian van der Meij  | Jeroen van der Boom    | Britt Dekker           | Alberto Stegeman       |

## Seizoen 17
Dit seizoen en de Oudejaarsavond-special van 2022 werden gepresenteerd door Rob Kemps. Het was oorspronkelijk gepland van 30 januari t/m 20 maart 2022.
| Nr. | Datum             | Team        | BN'er 1              | BN'er 2              |
| --- | ----------------- | ----------- | -------------------- | -------------------- |
| 1   | 3 september 2022  | Team Leo    | Qucee                | Elske DeWall         |
|     |                   | Team Jeroen | Patrick Martens      | Georgina Verbaan     |
| 2   | 10 september 2022 | Team Leo    | Frank van der Lende  | Ranomi Kromowidjojo  |
|     |                   | Team Jeroen | René van Meurs       | Eva Koreman          |
| 3   | 17 september 2022 | Team Leo    | Wietze de Jager      | Anouk Hoogendijk     |
|     |                   | Team Jeroen | Klaas van der Eerden | Tania Kross          |
| 4   | 24 september 2022 | Team Leo    | Jamai Loman          | Klaasje Meijer       |
|     |                   | Team Jeroen | Bobbi Eden           | Dennis van der Geest |
| 5   | 1 oktober 2022    | Team Leo    | Bastiaan Ragas       | Nicolien Sauerbreij  |
|     |                   | Team Jeroen | Tooske Ragas         | Frans Duijts         |
| 6   | 8 oktober 2022    | Team Leo    | Gwen van Poorten     | Jamie Westland       |
|     |                   | Team Jeroen | Dyantha Brooks       | Hans Klok            |
| 7   | 15 oktober 2022   | Team Leo    | Jaap Reesema         | Fresia Cousiño Arias |
|     |                   | Team Jeroen | Kim Kötter           | Mattie Valk          |
| 8   | 22 oktober 2022   | Team Leo    | Sander Huisman       | Britt Dekker         |
|     |                   | Team Jeroen | Jordy Huisman        | Natasja Froger       |

Oudejaarsavond-special
| Datum            | Team        | BN'er 1        | BN'er 2        | BN'er 3      |
| ---------------- | ----------- | -------------- | -------------- | ------------ |
| 31 december 2022 | Team Leo    | Dennis Weening | Wendy van Dijk | Maik de Boer |
|                  | Team Jeroen | Mart Hoogkamer | Patricia Paay  | London Loy   |

## Seizoen 18
Dit seizoen en de Oudejaarsavond-special van 2023 werden weer gepresenteerd door Linda de Mol.
| Nr. | Datum             | Team         | BN'er 1            | BN'er 2                |
| --- | ----------------- | ------------ | ------------------ | ---------------------- |
| 1   | 2 september 2023  | Team Richard | Jim Bakkum         | Karin Bloemen          |
|     |                   | Team Jeroen  | Olga Commandeur    | Patrick Martens        |
| 2   | 9 september 2023  | Team Richard | Teun Föhn          | Toine van Peperstraten |
|     |                   | Team Jeroen  | Vivian Slingerland | Kees Tol               |
| 3   | 16 september 2023 | Team Richard | Sylvia Geersen     | Jeroen van der Boom    |
|     |                   | Team Jeroen  | Donnie             | Iris Enthoven          |
| 4   | 23 september 2023 | Team Richard | Patty Brard        | Rayen Panday           |
|     |                   | Team Jeroen  | Roy Donders        | Steven Kazàn           |
| 5   | 30 september 2023 | Team Richard | Thorn de Vries     | Mandy Woelkens         |
|     |                   | Team Jeroen  | Jan Versteegh      | Thomas Berge           |
| 6   | 7 oktober 2023    | Team Richard | Claude             | Fred van Leer          |
|     |                   | Team Jeroen  | Loiza Lamers       | Anniko van Santen      |
| 7   | 14 oktober 2023   | Team Richard | Shirma Rouse       | Lone van Roosendaal    |
|     |                   | Team Jeroen  | Sosha Duysker      | Anne-Mar Zwart         |
| 8   | 21 oktober 2023   | Team Richard | Soy Kroon          | Denice Dest            |
|     |                   | Team Jeroen  | Tabitha            | Pauline Wingelaar      |
| 9   | 28 oktober 2023   | Team Richard | Bridget Maasland   | Yuki Kempees           |
|     |                   | Team Jeroen  | Carolien Spoor     | Thomas van der Vlugt   |

Oudejaarsavond-special
| Datum            | Team         | BN'er 1     | BN'er 2        | BN'er 3       |
| ---------------- | ------------ | ----------- | -------------- | ------------- |
| 31 december 2023 | Team Richard | Noa Vahle   | Paul Visser    | Paul de Leeuw |
|                  | Team Jeroen  | Jurre Geluk | Debbie de Jong | Gaia Aikman   |

## Seizoen 19
| Nr. | Datum            | Team         | BN'er 1            | BN'er 2           |
| --- | ---------------- | ------------ | ------------------ | ----------------- |
| 1   | 24 februari 2024 | Team Richard | Annick Boer        | Roeland Fernhout  |
|     |                  | Team Jeroen  | Rian Gerritsen     | Davina Michelle   |
| 2   | 2 maart 2024     | Team Richard | Tatum Dagelet      | Gerard Ekdom      |
|     |                  | Team Jeroen  | Tooske Ragas       | Johnny de Mol     |
| 3   | 9 maart 2024     | Team Richard | Yentl Schieman     | Martijn Fischer   |
|     |                  | Team Jeroen  | Christine de Boer  | Walid Benmbarek   |
| 4   | 16 maart 2024    | Team Richard | Kalvijn            | Inge de Bruijn    |
|     |                  | Team Jeroen  | Nina Warink        | Lies Visschedijk  |
| 5   | 23 maart 2024    | Team Richard | Jaap Reesema       | Marco Schuitmaker |
|     |                  | Team Jeroen  | Kim Kötter         | Hans Klok         |
| 6   | 30 maart 2024    | Team Richard | Samantha Steenwijk | Bas Nijhuis       |
|     |                  | Team Jeroen  | Heleen van Royen   | Fernando Halman   |
| 7   | 6 april 2024     | Team Richard | Viktor Brand       | Bente Fokkens     |
|     |                  | Team Jeroen  | Floris Göbel       | Anita Witzier     |
| 8   | 13 april 2024    | Team Richard | Melody Klaver      | Andries Tunru     |
|     |                  | Team Jeroen  | Geraldine Kemper   | Jamie Trenité     |